# 熱拉爾·佛科留斯
熱拉爾·亨利·德·佛科留斯（或翻譯為伏古拉爾，法語：Gérard Henri de Vaucouleurs，1918年4月25日—1995年10月7日）是一位法國天文學家。

## 生平
佛科留斯生於法國巴黎，早年是一位業餘天文學家，1939年在巴黎大學取得學士學位。在第二次世界大戰期間服役之後重新學習天文學。
佛科留斯能說流利的英語。1949到1951年間他在英國工作，1951到1957年間則是在澳洲斯壯羅山天文台；之後1957到1958年是在美國亞利桑那州羅威爾天文台，1958到1960年間是在哈佛大学天文台。1960年他被德克薩斯州大學奧斯汀分校雇用，之後到退休都任職當地。

## 研究
他的研究主要是在星系方面，並且是 Third Reference Catalogue of Bright Galaxies 的其中一位作者。他的研究尤其是專注於重新分析愛德文·哈勃和艾伦·桑德奇的星系圖以及重新以多種不同的指標計算星系距離，例如光度、環星系直徑、最亮的星團等，也就是他稱為「分散風險的方法」。他在美國天文物理學界間引起了風波，1970年代他在美國各地到處演講，鼓吹他計算的哈伯常數值是100。
佛科留斯修改後的哈伯序列是一種哈伯序列廣泛使用的變異。

## 榮譽
佛科留斯於1988年獲得美國天文學會亨利·諾利斯·羅素講座，同年獲得法國天文學會皮埃爾·讓森獎。

## 延伸閱讀
- Buta, R, , Bulletin of the American Astronomical Society, 1996, 28 (4): 1449, Bibcode:1996BAAS...28.1449B

## 外部連結
- Biography （页面存档备份，存于）
- http://nedwww.ipac.caltech.edu/level5/normal_galaxies.html （页面存档备份，存于）